# Église Saint-Cyr-et-Sainte-Julitte d'Écuelles
L'église Saint-Cyr-et-Sainte-Julitte d'Écuelles est une église située sur le territoire de la commune d'Écuelles, dans le département français de Saône-et-Loire et la région Bourgogne-Franche-Comté. 
Elle relève de la paroisse Saint-Jean-Baptiste-des-Trois-Rivières (qui a son siège à Verdun-sur-le-Doubs).

## Historique
L'église est placée sous le vocable de saint Cyr et de sainte Julitte (fête le 16 juin). C'est l'une des quatre églises du diocèse d'Autun dédiées à saint Cyr et sainte Julitte, avec Bissy-la-Mâconnaise et Viré près de Lugny et Saint-Cyr près de Sennecey-le-Grand.
Elle a été construite en 1838 sur les plans de l'architecte châlonnais Zola (1797-1864). 
Le monument est orienté sud-nord car on a tenu à conserver la chapelle seigneuriale du XVIe siècle, située à l'ouest de l'ancienne église. Cette chapelle qui est désormais au nord constitue le chœur de l'église actuelle, avec une nef légèrement « désaxée ».
L'abbé Claude Bandet, curé d'Écuelles de 1870 à 1878, qui a écrit une notice très documentée sur le village, trouvait le nouveau bâtiment mal conçu, avec, notamment, des collatéraux trop étroits et des fenêtres trop hautes.

## Description
Dans l’entrée se dresse, à gauche, une pierre tombale du XVIe siècle de grande dimension, à effigies et armoriée de deux bandeaux de blasons en haut et en bas, qui a été classée au titre des Monuments historiques en 1910 ; elle provenait de l’abbaye voisine de Molaise (démolie après la Révolution) et recouvrait les dépouilles de deux abbesses de la famille de Saulx-Tavannes : Gabrielle, décédée en 1569, et Catherine, morte en 1582.
Le chœur est orné d'une « Présentation de Jésus », peinture murale exécutée en 1965 par l'artiste Michel Bouillot à la demande du père Jean Hermann (1923-2014), curé du lieu (les deux hommes ayant fait connaissance à Lugny, où l'un et l'autre enseignaient vers 1950). 
Les deux reliquaires en bois doré, du XVIIe siècle, proviennent de l'ancienne abbaye de Molaise (inscrits à l'inventaire supplémentaire des Monuments historiques) ; ils contiennent les reliques de saint Louis et de sainte Ursule. Les reliques de saint Louis (dont un morceau du crâne) ont été offertes à l'abbaye par le roi Philippe-le-Bel, durant l'abbatiat d'Isabelle de Vignolles (1296-1326). Celles de Sainte Ursule et de ses compagnes (les vierges de Cologne) ont peut-être été confiées à Molaise à la même époque. Les reliques de saint Louis, canonisé par le pape Boniface VIII le 11 août 1297, sont à l'origine d'un pèlerinage qui s'est perpétué jusqu'à une époque récente le 25 août, anniversaire de la mort du roi.
Le tableau qui occupe le fond de la chapelle des fonts baptismaux a été peint par Daniel Coulon en 1950. Il représente saint Jean-Baptiste baptisant le Christ dans le Jourdain.

## Culte
Édifice consacré du diocèse d'Autun relevant de la paroisse Saint-Jean-Baptiste-des-Trois-Rivières (siège à Verdun-sur-le-Doubs) – qui en est affectataire au titre de la loi de 1905 –, l'église d'Écuelles est un lieu de culte catholique.